# Дівчинка-ворона
«Дівчинка-ворона» (швед. Kråkflickan) — дебютний кримінальний роман шведського дуету Ерік Аксл Сунд, вперше вийшов у видавництві Pocketförlaget 2010 року. Є першою частиною трилогії «Слабкість Вікторії Бергман». Роман перекладений на 35 мов світу.

## Сюжет
Поліція Стокгольма знаходить у місті знівечені трупи хлопчиків. Оскільки жертвами стали іммігранти-нелегали, доля яких майже нікого не хвилює, керівництво поліції не сприяє слідчій групі. Але комісар Жанетт Чільберг наполегливо шукає вбивцю-садиста. 
Психотерапевт Софія Цеттерлунд спеціалізується на пацієнтах, які перенесли важкі травми в дитинстві. Серед її найцікавіших клієнтів — загадкова Вікторія Бергман і Самуель Баї, колишня дитина-солдат із Сьєрра-Леоне. Коли шляхи двох жінок перетинаються, в їхньому житті настає драматичний перелом.

## Літературна критика
Роман був в цілому добре прийнятий критиками. Ось лише деякі відгуки:
- «Роман, що викликає тремтіння, чорна казка, екстраординарна навіть за жорстокими мірками скандинавського трилера. Психологічний нуар, що проникає в такі глибини людської душі, про які і задуматися не всякий ризикне.» — Sololibri.net (Італія)
- «Взагалі-то «Дівчинка-ворона» жахлива… Ні, не так. Це несамовита історія про чудовиськ, яка звучить, на жаль, до сліз правдоподібно.» — Gefle Dagblad (Швеція).
- «Невблаганно наростальна напруга вибиває з рівноваги. Ця книга не для людей зі слабкими нервами, і справа зовсім не в убивствах. За ними криється щось незмірно страшніше.» — Esta (Нідерланди)

## Обкладинка
Для обкладинка книги був використаний стилізований фрагмент картини шведського художника Карла Ларссона «Кімната мами та дівчаток» (1897).